# Ben Affleck
Ben Affleck (Berkeley, Kalifornija, 15. kolovoza 1972.) je američki glumac i filmski umjetnik.

## Životopis

### Djetinjstvo i mladenačka dob
Majka mu je učiteljica, a otac savjetnik za probleme s alkoholom. Ben je najstariji od trojice braće. Jedan od njegove mlađe braće također je postao glumac (Casey Affleck). Još dok je bio veoma mali, njegovi su se preselili u Boston, gdje je živio sve dok se nije počeo baviti glumom. Tamo je upoznao i svog dugogodišnjeg prijatelja Matta Damona, s kojim će kasnije napisati, a i glumiti u filmu Dobri Will Hunting (Good Will Hunting), koji je dobio Oscara za najbolji originalni scenarij. 

### Filmske uloge
Nakon što je odustao od fakulteta, Ben Affleck odlazi u Hollywood. Počinje malom ulogom u filmu School Ties zajedno sa svojim prijateljem Mattom Damonom, a zatim slijede veće uloge u filmovima Dazed and Confused (1993.) Richarda Linklatera i Mallrats (1995.) Kevina Smitha.
Ubrzo nakon toga, zbog sve manjeg izbora uloga, Affleck i Damon odlučuju napisati scenarij u kome će njih dvojica imati glavne uloge. Preko Afleckovog brata upoznaju Gusa Van Santa, na čiju preporuku njihov scenarij otkupljuje kuća Miramax i od tog momenta priča o problematičnom dječaku, matematičkom geniju, postaje svima znana kao Dobri Will Hunting. 
Prije realizacije ovog filma, Affleck s Kevinom Smithom započinje snimanje drugog - pod nazivom Loveći Amy (Chasing Amy), poslije čega biva svrstan u grupu glumaca vrijednih spomena. Nakon uspjeha koji postiže Dobri Will Hunting osvojivši nagradu Oscar za najbolji originalni scenarij, Afleck i Damon automatski postaju zlatni momci Hollywooda. Nakon toga, velika vrata su mu širom otvorena. 2008. snima komediju Njemu baš i nije stalo, u kojoj mu društvo prave Scarlett Johansson, Jennifer Aniston, Drew Barrymoore i Justin Long.

### Privatni život
Hodao je s glumicom Gwyneth Paltrow, te glumicom i pjevačicom Jennifer Lopez (2002. – 2004.). S potonjom je nastupio u dva filma Djevojka iz Jerseyja i Gigli, koji su proglašeni jednim od najgorih filmova godine. Na snimanju filma Daredevil upoznaje glumicu Jennifer Garner, s kojom stupa u brak 2005. godine. Iste godine, par dobiva prinovu u obitelj, kćer Violet Anne. 6. siječnja 2009. par dobiva još jednu kćer, Seraphinu Rose Elizabeth.

Affleck i Lopez ponovno su počeli izlaziti u travnju 2021., 20 godina nakon što su se prvi put upoznali da bi objavili svoje druge zaruke u travnju 2022.. Vjenčali su se u Las Vegasu 16. srpnja 2022., a Affleck je postao očuh Lopezinim blizancima Maxu i Emme Muñiz koji su rođeni u veljači 2008..

### Zanimljivosti
- na snimanju filma Pljačka stoljeća (Reindeer Games) Ben je slučajno dobio udarac u glavu od kojeg je pao u nesvijest. Hospitaliziran je, i oporavio se nakon nekoliko dana.
- on i Matt Damon su prodali scenarij filma Dobri Will Hunting za 600.000 dolara.
- obožavatelj je motora, i u svojoj garaži ih ima 5.
- 2001. završio je u centru "Promises" (Obećanja) na odvikavanje od alkohola.
- majka mu je podrijetlom Irkinja, a otac Škot.
- veliki je fan bejzbol ekipe "Boston Red Sox".
- tečno priča španjolski i francuski.
- njegova bivša djevojka, Jennifer Lopez, napisala je pjesmu posvećenu njemu "Dear Ben". Paparazzi su ih nazivali "Bennifer".
- demokrat je po političkom opredjeljenju i bio je veliki podržavatelj senatora Johna Kerryja u njegovoj kampanji 2004. godine.
- prestao je pušiti zbog zdravlja svoje kćeri Violet.
- veliki je fan glumca Roberta Englunda.
- ima strah od letenja.

## Filmografija

### Filmske uloge
- Grad lopova kao Doug MacRay (2010.)
- Direktori na cesti kao Bobby Walker (2010.)
- Extract kao Dean (2009.)
- U vrtlogu igre (State of Play) kao Stephen Collins (2009.)
- Njemu baš i nije stalo (He's Just Not That Into You) kao Neil (2009.)
- As u rukavu (Smokin Aces) kao Jack Dupree (2006.)
- Hollywoodland kao George Reeves (2006.)
- Trgovci 2 (Clerks II) (2006.)
- Frka u gradu (Man About Town) kao Jack Giamoro (2006.)
- Kako preživjeti Božić (Surviving Christmas) kao Drew Latham (2004.)
- Djevojka iz Jerseyja (Jersey Girl) kao Ollie Trinke (2004.)
- Isplata (Paycheck) kao Michael Jennings (2003.)
- Gigli kao Larry Gigli (2003.)
- Daredevil kao Matt Murdock/Daredevil (2003.)
- Smetalo (The Third Wheel) kao Michael (2002.)
- Cijena straha (The Sum of All Fears) kao Jack Ryan (2002.)
- Kobno prestrojavanje (Changing Lanes) kao Gavin Banek (2002.)
- Jay i Tihi Bob uzvraćaju udarac (Jay and Silent Bob Strike Back) kao Holden McNeil (2001.)
- Otkačena obitelj (Daddy and Them) kao Lawrence Bowen (2001.)
- Pearl Harbor kao Rafe McCawley (2001.)
- Ljubav kao sudbina (Bounce) kao Buddy Amaral (2000.)
- Joseph: King of Dreams kao Joseph (2000.) - posudio glas
- Pljačka stoljeća (Reindeer Games) kao Rudy Duncan (2000.)
- SNL Fanatic kao Jason (2000.)
- Vruća linija (Boiler Room) kao Jim Young (2000.)
- Dogma kao Bartleby (1999.)
- Sile prirode (Forces of Nature) kao Ben Holmes (1999.)
- 200 cigareta (200 Cigarettes) kao konobar (1999.)
- Zaljubljeni Shakespeare (Shakespeare in Love) kao Ned Alleyn (1998.)
- Armageddon kao A.J. Frost (1998.)
- Fantomi (Phantoms) kao Bryce Hammond (1998.)
- Dobri Will Hunting (Good Will Hunting) kao Chuckie Sullivan (1997.)
- Natjerujući Amy (Chasing Amy) kao Holden McNeil (1997.)
- Going All the Way kao Tom "Gunner" Casselman (1997.)
- Sjajna vremena (Glory Daze) kao Jack (1996.)
- Štakori iz šoping centra (Mallrats) kao Shannon Hamilton (1995.)
- Munjeni i zbunjeni (Dazed and Confused) kao Fred O'Bannion (1993.)
- Školske veze (School Ties) kao Chesty Smith (1992.)
- Buffy, ubojica vampira" (Buffy, the Vampire Slayer) kao košarkaš (1992.)
- Daddy kao Ben Watson (1991.)
- Hands of a Stranger kao Billy Hearn (1987.)
- The Dark End of the Street (1981.)

### Televizijske uloge
- Saturday Night Live kao Donnie Bartalotti (2001.)
- Lifestories: Families in Crisis kao Aaron Henry (1994.)
- Against the Grain kao Joe Willie Clemons (1993. – 1994.)
- Almost Home kao Kevin Johnson (1993.)
- The Second Voyage of the Mimi kao C.T. Granville (1988.)
- ABC Afterschool Specials kao Danny Coleman (1986.)
- The Voyage of the Mimi kao C.T. Granville (1984.)

## Vanjske poveznice
- Ben Affleck u internetskoj bazi filmova IMDb-u (engl.)